# Because of You (Gustaph)
Because of You è un singolo del cantante belga Gustaph, pubblicato il 13 gennaio 2023.

## Descrizione
In un'intervista relativa alla sua partecipazione a Eurosong 2023, festival che ha decretato il rappresentante belga all'annuale Eurovision Song Contest, Gustaph ha messo a confronto i suoi brani due selezionati per il concorso, The Nail e Because of You. Nell'intervista ha descritto entrambe le canzoni come un invito a celebrare la libertà e «la gioia di essere se stessi». Gustaph, che fa parte della comunità LGBT, ha affermato che le sue esperienze e il desiderio di essere se stesso hanno ispirato entrambe le canzoni, e ha descritto Because of You come un inno da discoteca.

## Promozione
L'8 novembre 2022 è stato reso noto che il mese successivo Gustaph avrebbe preso parte a Eurosong, il programma di selezione del rappresentante belga all'Eurovision Song Contest 2023, dove avrebbe presentato due inediti, The Nail e Because of You. Entrambi i brani sono stati presentati tra il 12 e 13 gennaio 2023 durante il programma Songclub Show, dove l'artista ha selezionato Because of You come brano da presentare durante la finale del concorso.
Il 14 gennaio 2023 si è esibito a Eurosong, dove è stato decretato vincitore della competizione grazie al voto combinato delle giuria e del pubblico, pur essendo arrivato secondo e terzo nelle rispettive votazioni, ed è diventato di diritto il rappresentante belga all'Eurovision Song Contest 2023. Nel maggio successivo, dopo essersi qualificato dalla seconda semifinale, Gustaph si è esibito nella finale eurovisiva, dove si è piazzato al 7º posto su 26 partecipanti con 182 punti totalizzati.

## Tracce
Testi e musiche di Stef Caers e Jaouad Alloul.
1. Because of You – 2:59

## Classifiche
| Classifica (2023) | Posizione massima |
| ----------------- | ----------------- |
| Belgio (Fiandre)  | 2                 |
| Belgio (Vallonia) | 34                |
| Islanda           | 12                |
| Lituania          | 15                |
| Regno Unito       | 63                |
| Svezia            | 82                |